# 1085年
| 千纪： | 2千纪 |
| 世纪： | 10世纪 \| 11世纪 \| 12世纪                                                                                 |
| 年代： | 1050年代 \| 1060年代 \| 1070年代 \| 1080年代 \| 1090年代 \| 1100年代 \| 1110年代                           |
| 年份： | 1080年 \| 1081年 \| 1082年 \| 1083年 \| 1084年 \| 1085年 \| 1086年 \| 1087年 \| 1088年 \| 1089年 \| 1090年 |
| 纪年： | 乙丑年（牛年）；辽大安元年；北宋元丰八年；西夏天安禮定元年；大理建安三年；越南廣祐元年；日本應德二年       |

## 大事记
- 4月1日——宋哲宗繼位，宣仁皇后攝政，司馬光致力於盡罷新法，所謂「元祐更化」，恢復「祖宗舊制」，前後歷時九年，此一時期改革派人士幾乎全遭迫害貶職。
- 梁乙逋執政為西夏國相，和仁多保忠同掌兵權。
- 卡斯蒂利亞國王阿方索六世 (萊昂)收復托雷多。

## 逝世
- 趙頊，宋神宗。
- 程顥，北宋著名理學家。
- 王珪，宋朝參知政事。
- 梁皇后 (西夏毅宗)，西夏毅宗李諒祚的第二任皇后，西夏惠宗李秉常生母，西夏崇宗李乾順的祖母。
- 梁乙埋，西夏毅宗李諒祚皇后的弟弟。